# Erik Wickenburg
Erik Wickenburg, Pseudonym Robert von den Steinen (* 19. Jänner 1903 in Kasern, Gemeinde Bergheim, Herzogtum Salzburg; † 7. September 1998 in Salzburg) war ein österreichischer Journalist und Schriftsteller.

## Leben
Wickenburg, Pseudonym Robert (von den) Steinen, war Enkel des Schriftstellers Albrecht von Wickenburg (1839–1911) und Urenkel des Gouverneurs der Steiermark Matthias Constantin Capello von Wickenburg. Nach der Matura am Schottengymnasium studierte er einige Semester Germanistik an den Universitäten Wien und München. Bis zu seinem 25. Lebensjahr war er kaufmännisch tätig. Von 1928 bis 1942 war er als Feuilletonredakteur bei der Frankfurter Zeitung tätig. Wickenburg diente im Zweiten Weltkrieg. Ab 1945 war er in Österreich schriftstellerisch tätig und trat in die Redaktion der Wiener Bühne ein. Nach deren Schließung 1949 übernahm er das Feuilleton der Stuttgarter Zeitung. Ab 1951 war er Österreich-Korrespondent und Theaterkritiker der Welt. Wickenburg war im Vorstand der Karl-Kraus-Gesellschaft. Vom 19. März 1980 bis 17. November 1988 war er Präsident des österreichischen P.E.N.-Clubs. Er war Träger hoher Auszeichnungen.

## Auszeichnungen
- 1963 Österreichisches Ehrenzeichen für Wissenschaft und Kunst
- 1978 Österreichisches Ehrenkreuz für Wissenschaft und Kunst
- 1982 Ehrenmedaille der Bundeshauptstadt Wien in Gold

## Werke (Auswahl)

### Prosa
- Barock und Kaiserschmarrn (1961)
- Österreich, wie es nicht im Wörterbuch steht (1969)
- Salzburger Gloria (1938)
- Salzburg für Anfänger (1963)

### Romane
- Farben zu einer Kinderlandschaft (1932)
- Florian (1940)
- Die Begleiterin (1943)
- Florian. Resi (1970)